# Saint-Pierre-du-Vauvray
Saint-Pierre-du-Vauvray est une commune française située dans le département de l'Eure, en région Normandie.

## Géographie

### Localisation
| Val-de-Reuil | Saint-Étienne-du-Vauvray | Val-de-Reuil (enclave) |
| Louviers     | Saint-Pierre-du-Vauvray  | Andé                   |
|              | Vironvay                 |                        |

### Hydrographie
La commune est située dans le bassin Seine-Normandie. Elle est drainée par la Seine et divers autres petits cours d'eau,.
La Seine, qui prend sa source à Source-Seine, en Côte-d'Or, sur le plateau de Langres, traverse le département avec de larges méandres dans sa partie nord-est et se jette dans la Manche entre Le Havre et Honfleur. 
Un plan d'eau complète le réseau hydrographique : la mare Puchaud (0,03 ha),.

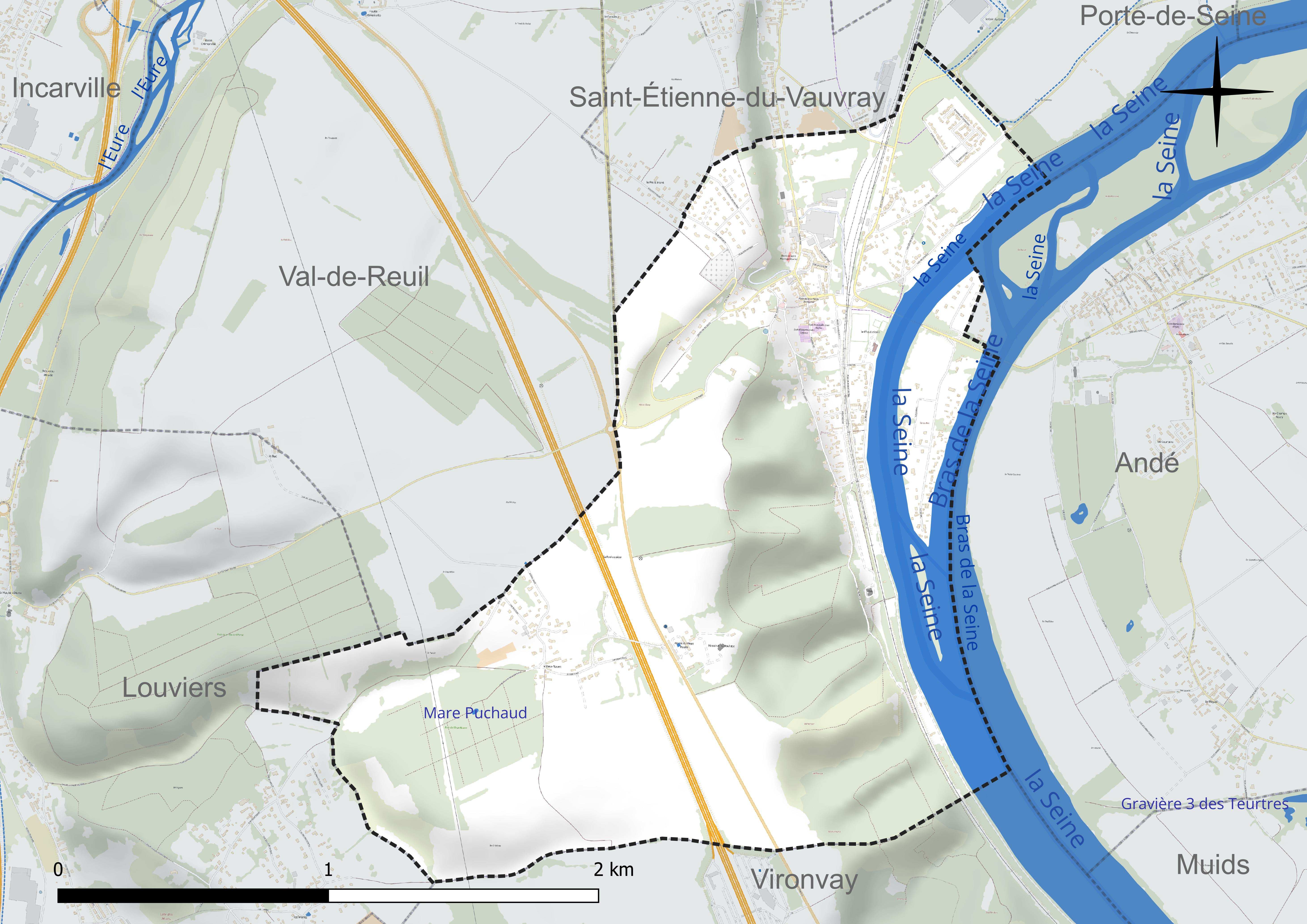
Réseau hydrographique de Saint-Pierre-du-Vauvray.

### Climat
Pour des articles plus généraux, voir Climat de la Normandie et Climat de l'Eure.
En 2010, le climat de la commune est de type climat océanique dégradé des plaines du Centre et du Nord, selon une étude du CNRS s'appuyant sur une série de données couvrant la période 1971-2000. En 2020, Météo-France publie une typologie des climats de la France métropolitaine dans laquelle la commune est exposée à un climat océanique et est dans la région climatique  Côtes de la Manche orientale, caractérisée par un faible ensoleillement (1 550 h/an) ; forte humidité de l’air (plus de 20 h/jour avec humidité relative > 80 % en hiver), vents forts fréquents. Parallèlement le GIEC normand, un groupe régional d’experts sur le climat, différencie quant à lui, dans une étude de 2020, trois grands types de climats pour la région Normandie, nuancés à une échelle plus fine par les facteurs géographiques locaux. La commune est, selon ce zonage, exposée à un « climat des plateaux abrités », correspondant aux plaines agricoles de l’Eure, avec une pluviométrie beaucoup plus faible que dans la plaine de Caen en raison du double effet d’abri provoqué par les collines du Bocage normand et par celles qui s’étendent sur un axe du Pays d'Auge au Perche.
Pour la période 1971-2000, la température annuelle moyenne est de 11,1 °C, avec  une amplitude thermique annuelle de 14,2 °C. Le cumul annuel moyen de précipitations est de 719 mm, avec 11,5 jours de précipitations en janvier et 7,7 jours en juillet. Pour la période 1991-2020, la température moyenne annuelle observée sur la station météorologique la plus proche, située sur la commune de Louviers à 4 km à vol d'oiseau, est de 11,8 °C et le cumul annuel moyen de précipitations est de 719,5 mm,. Pour l'avenir, les paramètres climatiques de la commune estimés pour 2050 selon différents scénarios d’émission de gaz à effet de serre sont consultables sur un site dédié publié par Météo-France en novembre 2022.

## Urbanisme

### Typologie
Au 1er janvier 2024, Saint-Pierre-du-Vauvray est catégorisée ceinture urbaine, selon la nouvelle grille communale de densité à 7 niveaux définie par l'Insee en 2022.
Elle est située hors unité urbaine. Par ailleurs la commune fait partie de l'aire d'attraction de Louviers, dont elle est une commune de la couronne,. Cette aire, qui regroupe 44 communes, est catégorisée dans les aires de 50 000 à moins de 200 000 habitants,.

### Occupation des sols
L'occupation des sols de la commune, telle qu'elle ressort de la base de données européenne d’occupation biophysique des sols Corine Land Cover (CLC), est marquée par l'importance des territoires agricoles (47,4 % en 2018), une proportion sensiblement équivalente à celle de 1990 (47 %). La répartition détaillée en 2018 est la suivante : 
terres arables (29,2 %), zones urbanisées (18,2 %), forêts (16,6 %), eaux continentales (10,2 %), zones agricoles hétérogènes (10,1 %), prairies (8,1 %), milieux à végétation arbustive et/ou herbacée (7,6 %). L'évolution de l’occupation des sols de la commune et de ses infrastructures peut être observée sur les différentes représentations cartographiques du territoire : la carte de Cassini (XVIIIe siècle), la carte d'état-major (1820-1866) et les cartes ou photos aériennes de l'IGN pour la période actuelle (1950 à aujourd'hui).

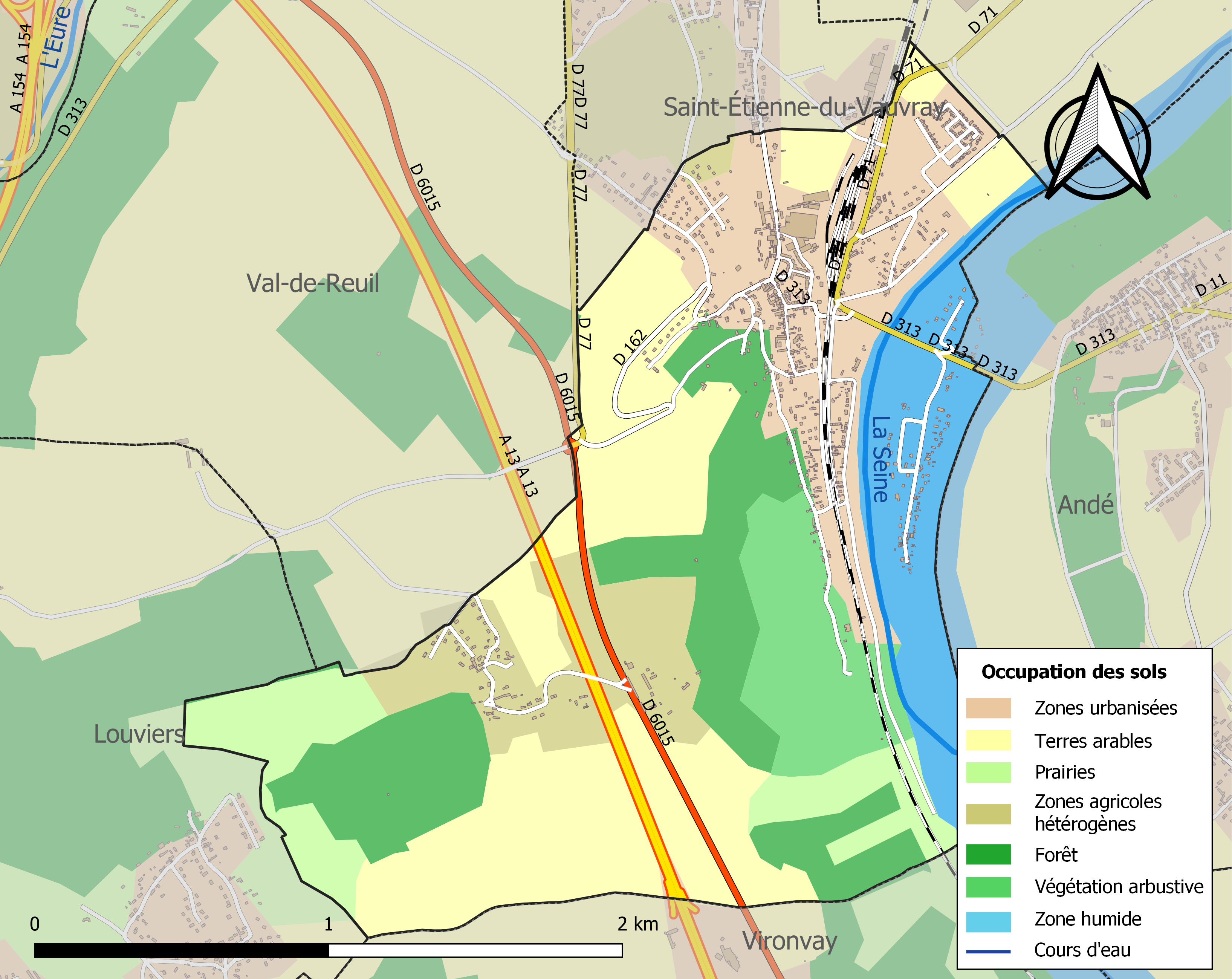
Carte des infrastructures et de l'occupation des sols de la commune en 2018 (CLC).

### Voies de communication et transports

#### Voies routières
La commune est desservie par la route départementale 313 sur l'axe Louviers - Les Andelys.
Un pont routier reconstruit après la Seconde Guerre mondiale traverse la Seine entre la rive gauche et l'île du Bac, frontière avec la commune d'Andé. C'est le seul pont existant avant le barrage de Poses entre Le Manoir et Les Andelys.

#### Transport ferroviaire
La commune est traversée par la ligne ferroviaire de Paris à Rouen.
Le bâtiment voyageurs de la gare de Saint-Pierre-du-Vauvray est implanté sur son territoire.
Avant 1940, la gare était le point de passage obligé des trains de la ligne Louviers - Les Andelys.

## Toponymie
Le nom de la localité est attesté sous les formes Wavrey en 996 et 1026, Saint Pere de Vauvrey en 1372 (aveu de Robert de Brucour, évêque d’Évreux), Saint pierre de Vauvray de 1587 à 1719, Saint Pierre du Vauvray en 1741.
L'examen des formes anciennes de Saint-Pierre-du-Vauvray montre que la structure avec l'article, du Vauvray, ne s'est instauré qu'au XVIIIe siècle, sans doute par attraction des deux paroisses voisines de Notre-Dame-du-Vaudreuil et  Saint-Cyr-du-Vaudreuil.
Saint-Pierre est un hagiotoponyme faisant référence à l'église Saint Pierre dédiée à Pierre (apôtre).
Vauvray (de Waurei, dans une charte de Richard II), est un toponyme dérivant du gaulois vobero (« ruisseau »).

## Histoire
- 1er janvier 1973 : Le Vaudreuil Ensemble urbain est créée à partir de parcelles de huit communes dont Saint-Pierre-du-Vauvray.
- 28 septembre 1981 : Le Vaudreuil (ex-ensemble urbain) est érigée en commune.
- 8 juillet 1985 : accident de Saint-Pierre-du-Vauvray, le train Le Havre-Paris percute à pleine vitesse un camion sur le passage à niveau de Saint-Pierre-du-Vauvray (8 morts).

## Héraldique
| Blason de Saint-Pierre-du-Vauvray | Blason  | D'azur à la barre partie de gueules et d'argent, accompagnée en chef d'une étoile d'or et en pointe de deux clés d'argent passées en sautoir. |
| Blason de Saint-Pierre-du-Vauvray | Détails | Le statut officiel du blason reste à déterminer.                                                                                              |

## Politique et administration
| Période | Période | Identité            | Étiquette | Qualité             |
| ------- | ------- | ------------------- | --------- | ------------------- |
| an 3    |         | J.P. Lequeu         |           | nommé par le préfet |
| an 8    |         | P. Hache            |           | d°                  |
| 1814    |         | Dannequin           |           | d°                  |
| 1832    |         | J.B. Labelle        |           | d°                  |
| 1838    |         | Lequeu              |           | d°                  |
| 1848    |         | E. Labelle          |           | d°                  |
| 1852    |         | Nicolas Laquerrière |           | d°                  |
| 1866    |         | E. Labelle          |           | d°                  |
| 1874    |         | F. Laquerrière      |           | d°                  |
| 1876    | 1880    | Labourmène          |           | élu                 |
| 1880    | 1908    | Paul Labelle        |           | industriel          |
| 1908    | 1914    | Albert Labelle      |           | industriel          |
| 1914    | 1919    | Ch. Labelle         |           | industriel          |
| 1919    | 1922    | Ed. Morisot         |           |                     |
| 1922    | 1944    | Ch. Labelle         |           | industriel          |

| Période   | Période  | Identité         | Étiquette | Qualité                                                   |
| --------- | -------- | ---------------- | --------- | --------------------------------------------------------- |
| 1944      | 1947     | Auguste Clément  |           |                                                           |
| 1947      | 1977     | J. Riquier       |           |                                                           |
| 1977      | 1997     | Jean Recher      | DVG       | Conseiller général du canton de Louviers-Nord (1982-1998) |
| 1997      | 2008     | P. Clérout       |           |                                                           |
| mars 2008 | 2020     | Alain Loeb       | DVG       | Retraité                                                  |
| 2020      | En cours | Laetitia Sanchez | EELV      |                                                           |

## Démographie
L'évolution du nombre d'habitants est connue à travers les recensements de la population effectués dans la commune depuis 1793. Pour les communes de moins de 10 000 habitants, une enquête de recensement portant sur toute la population est réalisée tous les cinq ans, les populations de référence des années intermédiaires étant quant à elles estimées par interpolation ou extrapolation. Pour la commune, le premier recensement exhaustif entrant dans le cadre du nouveau dispositif a été réalisé en 2006.

En 2022, la commune comptait 1 231 habitants, en évolution de −5,81 % par rapport à 2016 (Eure : −0,25 %, France hors Mayotte : +2,11 %).
| 1793 | 1800 | 1806 | 1821 | 1831 | 1836 | 1841 | 1846 | 1851 |
| ---- | ---- | ---- | ---- | ---- | ---- | ---- | ---- | ---- |
| 486  | 316  | 347  | 415  | 408  | 404  | 396  | 504  | 485  |

| 1856 | 1861 | 1866 | 1872 | 1876 | 1881 | 1886 | 1891 | 1896 |
| ---- | ---- | ---- | ---- | ---- | ---- | ---- | ---- | ---- |
| 460  | 542  | 529  | 553  | 550  | 598  | 574  | 599  | 685  |

| 1901 | 1906 | 1911 | 1921 | 1926 | 1931 | 1936 | 1946 | 1954 |
| ---- | ---- | ---- | ---- | ---- | ---- | ---- | ---- | ---- |
| 662  | 665  | 647  | 741  | 773  | 752  | 720  | 722  | 864  |

| 1962 | 1968 | 1975 | 1982  | 1990  | 1999  | 2006  | 2011  | 2016  |
| ---- | ---- | ---- | ----- | ----- | ----- | ----- | ----- | ----- |
| 911  | 929  | 929  | 1 201 | 1 113 | 1 346 | 1 333 | 1 329 | 1 307 |

| 2021  | 2022  | - | - | - | - | - | - | - |
| ----- | ----- | - | - | - | - | - | - | - |
| 1 235 | 1 231 | - | - | - | - | - | - | - |

## Culture locale et patrimoine

### Lieux et monuments
- Le pont de Saint-Pierre-du-Vauvray sur la Seine, construit en 1923, était le plus long pont en béton armé à arche unique lors de son inauguration ; il a été classé monument historique en 1975. Il bénéficie en outre du Label « Patrimoine du XXe siècle »[24].
- L'église Saint-Pierre[25]. Le diocèse catholique d'Évreux en est l'affectataire par l'intermédiaire de la paroisse "Père Laval - Louviers - Boucle de Seine" qui dessert cette église.
- Le monument aux morts dû à Raoul Verlet[26].
- Le château Saint-Pierre[27].
- Château fort, situé dans le bois du Val au Queu (vestiges)[28].

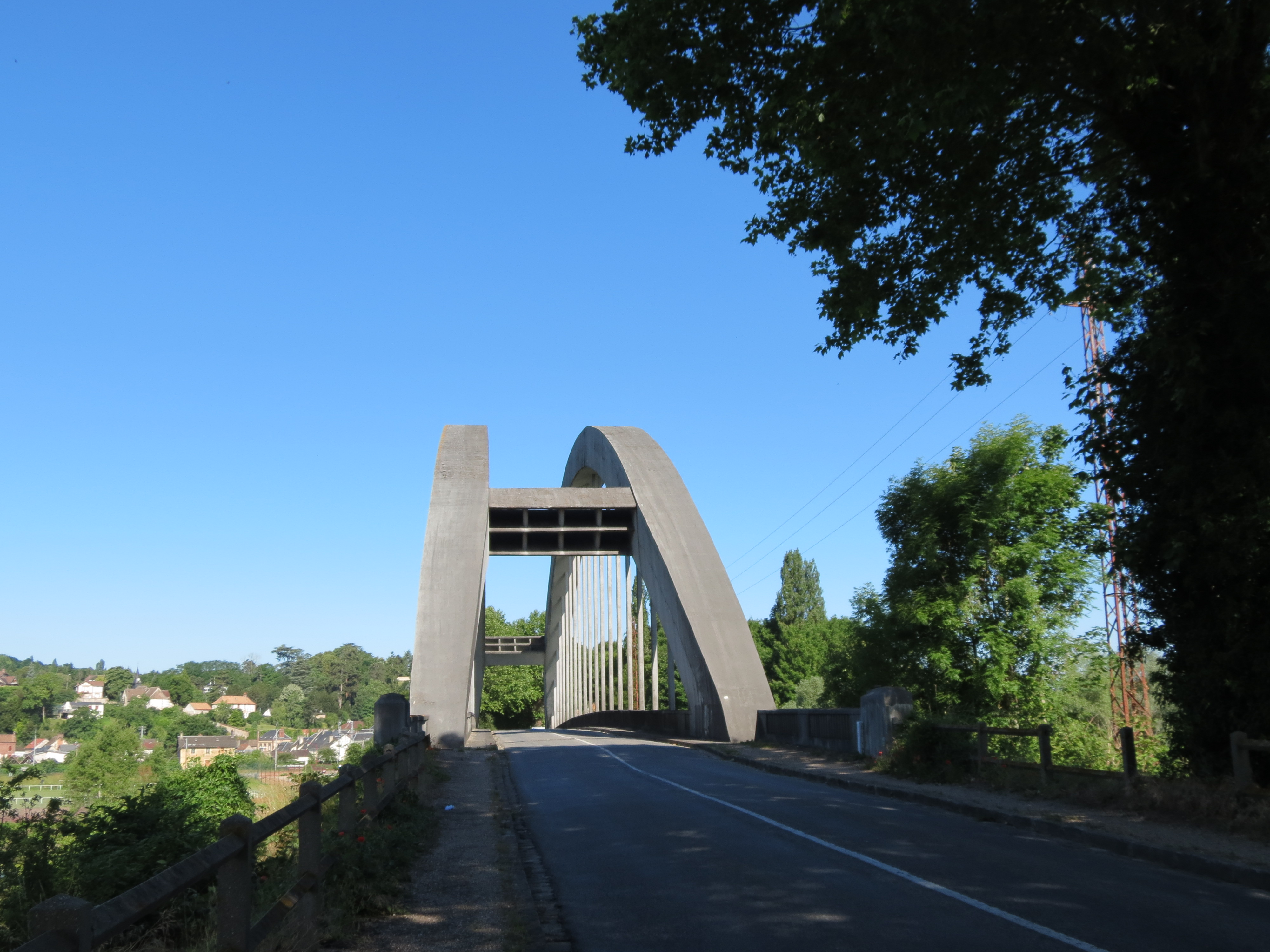
Pont sur la Seine .
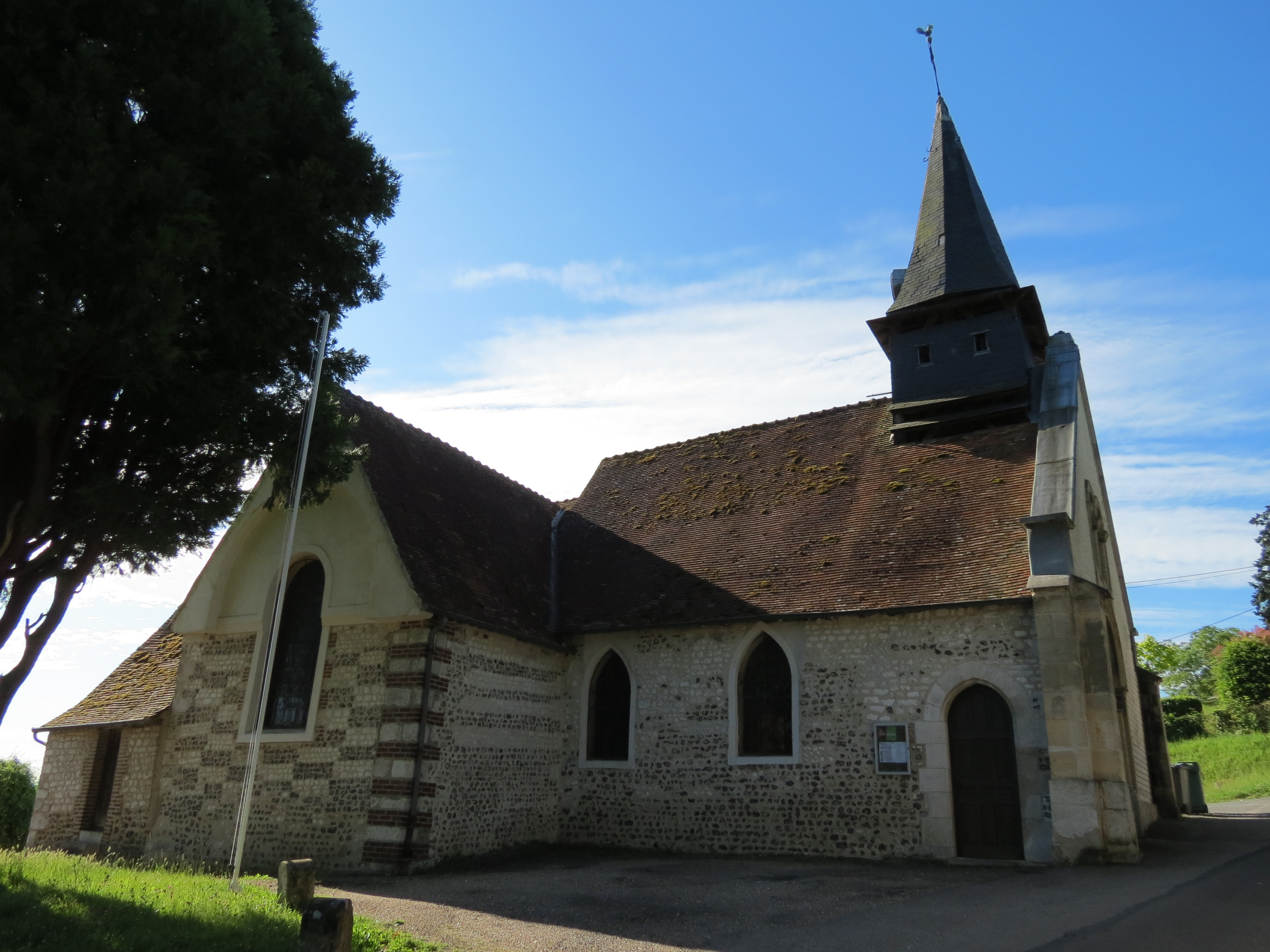
Église Saint-Pierre.
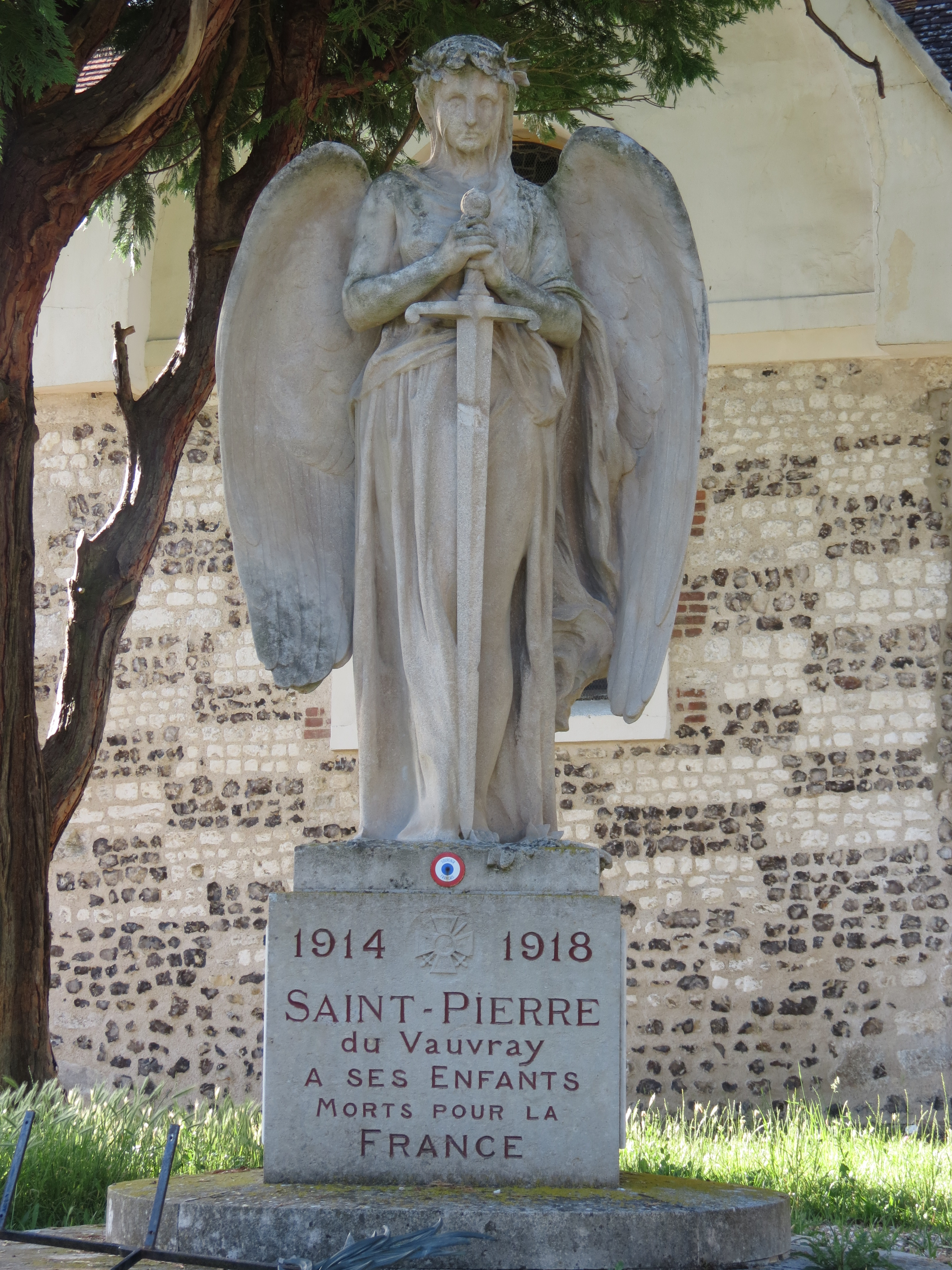
Monument aux morts.
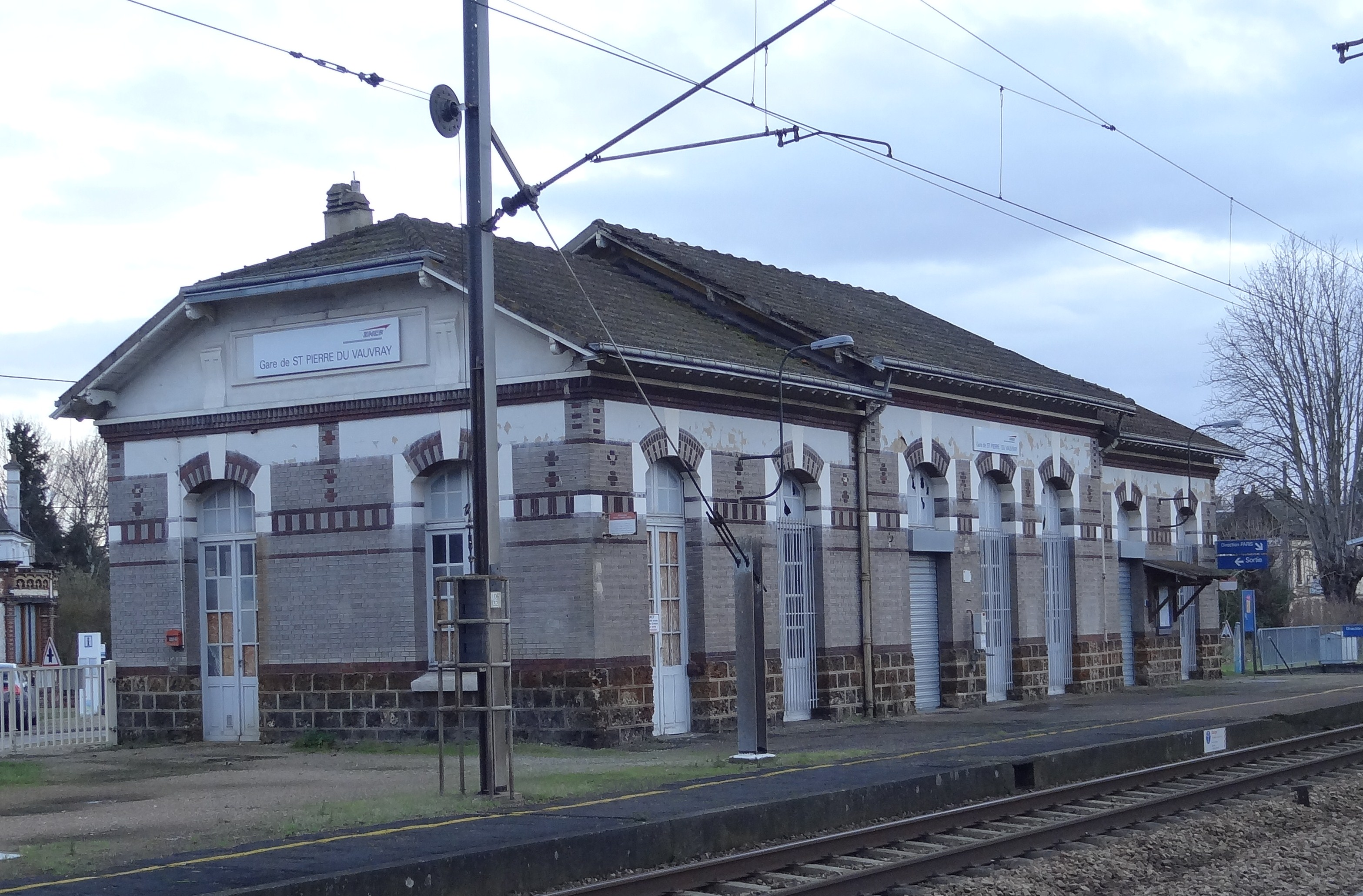
La gare.

### Patrimoine naturel

#### Site inscrit
- Les falaises de l'Andelle et de la Seine, site naturel inscrit en 1981[29].

## Personnalités liées à la commune
- Georges Decaux (1845-1914), éditeur.
- Léon Coutil (1856-1943), érudit et archéologue.
- Paul Verlet (1890-1922), poète.